# Graczi (obwód tiumeński)
Graczi (ros. Грачи) – wieś (sieło) w Rosji, w obwodzie tiumeńskim, w rejonie kazańskim. W 2010 liczyła 601 mieszkańców.